# Глазная слизь
Глазная слизь — слизистые выделения, скапливающиеся в уголках глаз во время сна.

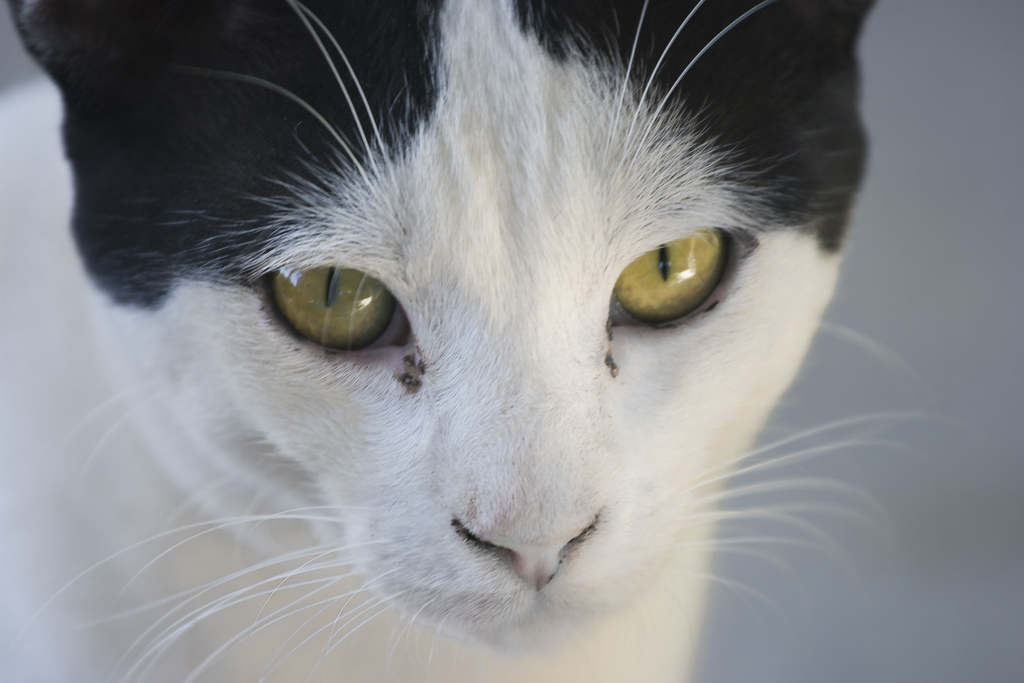
Слизь в уголках глаз кошки

## Названия
Это явление имеет множество названий в русском разговорном языке. Некоторые из них — «сон», «песок», «сплюшки», «снюшка», «слёзки», «сухарики», «кислячки» или «глазные козявки».

## Причины и биологическая функция
У всех млекопитающих (кроме морских) глаза покрыты плёнкой, состоящей из трёх слоёв:
- внутренний слой слизи (муциновый слой), который обволакивает роговицу глаза и удерживает влагу.
- второй слой — водный раствор слёз, толщиной в несколько микронов, который включает в себя иммуноглобулины, увлажняет глаза и снабжает их кислородом. Кроме того, этот слой заменяет отмершие клетки и удаляет потенциальные инфекции.
- внешний слой — «мейбум» (meibum) (маслянистое вещество)[3][4]; состоит из липидов. Также называется липидным слоем.

При снижении температуры тела мейбум меняет свой состав и из жидкого масла превращается в восковое вещество.